# Alvand
Alvand (farsi الوند) è il capoluogo dello shahrestān di Elburz, circoscrizione Centrale, nella provincia di Qazvin in Iran. Aveva, nel 2006, una popolazione di 69.333 abitanti. 